# ريد هاريسون
ريد هاريسون (بالإنجليزية: Reid Harrison) هو كاتب سيناريو أمريكي، ومنتج تلفزيوني (و. 1958 – 2024 م).

## وصلات خارجية
- ريد هاريسون على موقع IMDb (الإنجليزية)
- ريد هاريسون على موقع ألو سيني (الفرنسية)
- ريد هاريسون على موقع قاعدة بيانات الفيلم (الإنجليزية)
- ريد هاريسون على موقع كينوبويسك (الروسية)